# Frank Stähle
Frank Stähle (* 12. Juli 1942 in Stuttgart; † 10. Dezember 2015 in Frankfurt am Main) war ein deutscher Kirchenmusiker, Gymnasiallehrer und Chorleiter. Er war von 1979 bis 2007 Direktor des Dr. Hoch’schen Konservatoriums in Frankfurt am Main.

## Chorleiter
Frank Stähle wurde in Stuttgart geboren. Er besuchte Schulen in Hamburg und Wiesbaden, wo er 1962 das Abitur ablegte. Er studierte Kirchenmusik in Frankfurt, unter anderem Orgel bei Helmut Walcha, und schloss 1966 mit dem A-Examen ab. Er arbeitete als Kirchenmusiker an der Marienstiftskirche in Lich und studierte gleichzeitig in Frankfurt Schulmusik, später zusätzlich Germanistik. Ab 1970 war er Kirchenmusiker an der Lutherkirche in Wiesbaden. Nach dem Staatsexamen arbeitete er außerdem als Gymnasiallehrer für Musik und Deutsch.
1977 beendete er das Kantorenamt an der Lutherkirche und gründete die Rheingauer Kantorei als Chor des Evangelischen Dekanats Wiesbaden-Rheingau, in dem sich der Evangelische Kirchenchor in Geisenheim mit Choristen aus Wiesbaden verband. Die Aufgabe des Chores war es, in Gottesdiensten der Region zu singen und Oratorienkonzerte aufzuführen. Die wesentlichen Orte für Konzerte waren die Marktkirche in Wiesbaden und der Rheingauer Dom in Geisenheim. Die Gruppen probten getrennt und gestalteten Gottesdienste und Konzerte in der Regel gemeinsam.
1978 dirigierte Stähle Händels Messias im Rheingauer Dom und der Lutherkirche, und Ein deutsches Requiem von Brahms in Geisenheim und in der Marktkirche. 1979 leitete er Bachs Matthäus-Passion in St. Bonifatius, Wiesbaden und in Worms, in Zusammenarbeit mit der Wormser Kurrende. Er führte Mendelssohns Elias mit dem Radiosinfonieorchester Frankfurt in Geisenheim und in der Marktkirche auf, mit Erich Wenk in der Titelrolle. Ein Rezensent der FAZ schrieb: „Die Ausgewogenheit des Klangs lebte sich nicht monumental aus, sondern erlaubte eine weit gefächerte Farb- und Ausdrucksskala, die dem Ausdruck zugute kam. Deklamation wie rhythmische und dynamische Gliederung ergaben sich hochgradig sensibel aus Text und Ton.“
1980 dirigierte er die Geisenheimer Gruppe in Buxtehudes Membra Jesu Nostri in Geisenheim. Er führte Honeggers König David in der Marktkirche auf, wieder mit dem Radiosinfonieorchester Frankfurt, den Solisten Klesie Kelly und Claudia Eder als der junge David und die Hexe von Endor, und Gerd Nienstedt als Erzähler.
Am 13. Juni 1981 leitete Stähle Bruckners Messe in e-moll für achtstimmigen Chor und Bläser. Am 21. November 1981 leitete er den Chor in einer Aufführung in der Marktkirche von Bachs h-Moll-Messe als Teil der Vierten Wiesbadener Bachwochen, die von Martin Lutz organisiert wurden. Der Kritiker Helmut Hampel des Wiesbadener Kuriers bemerkte den großen Chor mit vielen jungen Sängern und beschrieb die Tempi als „wahrhaft lebendig und erfüllt“. Er lobte Stähles „genaue, unübertriebene und von innerer Spannung geprägte Zeichengebung“.

## Dr. Hoch’s Konservatorium

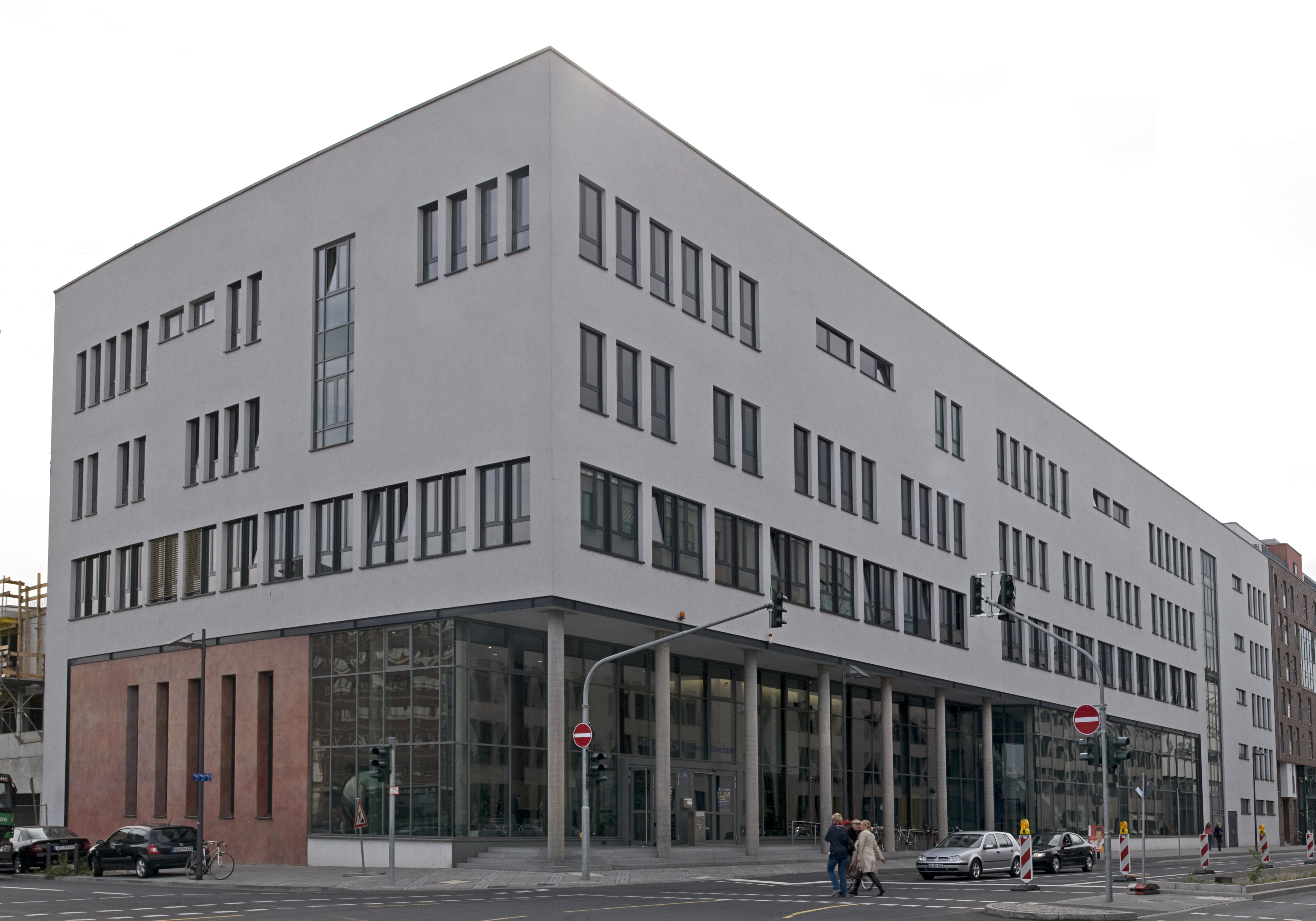
Das neue Gebäude des Dr. Hoch’schen Konservatoriums – Musikakademie, eröffnet 2005

Stähle war Direktor des Dr. Hoch’schen Konservatoriums von 1979 bis 2007. Das traditionsreiche Institut in Frankfurt geht auf das Jahr 1878 zurück. Unter den Lehrenden waren Clara Schumann, Engelbert Humperdinck, später Theodor W. Adorno und Paul Hindemith. Stähle gelang es, die Ausbildung von Berufsmusikern wieder einzurichten. 1981 wurden die Studiengänge für Gesang, Instrumente, Ballett und Jazz erweitert zu Vorbereitungsklassen für ein Universitätsstudium. 1982 wurde ein Seminar für Musikkritik und vergleichende Interpretation eingerichtet.
Stähle richtete wieder einen Chor und ein Orchester ein und führte mit ihnen jährlich ein Konzert am Jahrestag von Geburtstag oder Todestag des Stifters auf. 1986 bereitete er die Gruppen in Proben über ein halbes Jahr vor auf Konzerte mit Bachs Kantate Ich will den Kreuzstab gerne tragen und Mozarts Requiem an vier Orten der Region, darunter in der Lutherkirche, die ihr 75. Jubiläum mit Konzerten früherer Kantoren feierte. Ein Kritiker lobte, dass die gute Vorbereitung ein Ensemble formte, das fähig war, durch starke dynamische Kontraste eine eindrucksvolle gespannte Atmosphäre zu schaffen. Der Kritiker der FAZ bemerkte das Verdienst, in den Ausführenden eine persönliche Beziehung zu ihrem Tun herzustellen, buchstäblich „Freude am Werk“. Am 1. April 2003 dirigierte Stähle den Chor des Dr. Hoch’schen Konservatoriums in Bachs Motette Jesu, meine Freude. Am 9. Oktober 2003 fand anlässlich des 129. Todestages des Stifters ein Konzert statt, in dem er Faurés Cantique de Jean Racine und seine Messe de Requiem dirigierte, mit dem Vocalensemble „Alta Musica“, dem Chor des Dr. Hoch’schen Konservatoriums und dem Organisten Bernd Lechla.
Ab 1985 bildete Dr. Hoch’s Konservatorium Musiklehrer aus, die mit der Staatlichen Musiklehrerprüfung abschließen konnten. 1986 zog das Konservatorium in ein neues Gebäude im Zentrum von Frankfurt, das Philanthropin, eine frühere jüdische Schule. Ab 1995 ermöglichte ein Vertrag zwischen der Musikhochschule und dem Konservatorium, dass Studenten des Konservatoriums an der Hochschule ihre Studien fortsetzen können. Das Konservatorium erhielt 2002 den Status einer Musikakademie. Ein neues Gebäude, das 1000 Studenten das Studium ermöglicht, wurde 2005 eröffnet.
Im Ruhestand war Stähle ab 2010 in der Dreikönigsgemeinde Frankfurt eine Stütze des Organistendienstes. Er starb in Frankfurt und ist in Wiesbaden begraben. Am 5. Oktober 2016 veranstaltete das Konservatorium ein Gedenkkonzert für ihn.